# 斯凱鮑爾 (阿拉巴馬州)
斯凱鮑爾（英語：Sky Ball）是一個位於美國阿拉巴馬州布朗特縣的非建制地區。該地的面積和人口皆未知。

## 地理
斯凱鮑爾的座標為34°01′19″N 86°38′10″W / 34.021944°N 86.636111°W，而該地最高點為海拔高度231米（即758英尺）。